# ورقة 20 دولار كندي
ورقة 20 دولار كندي هي فئة من الدولار الكندي وهي واحدة من أكثر أوراق الدولار الكندي شيوعًا، صدرت أول ورقة نقدية من فئة 20 دولارًا في عام 1935، أصدرت ورقة 20 دولار البوليمر الحالية في 7 نوفمبر 2012، وهي من سلسلة فرونتير.

## سلسلة فرونتير
أصدرت ورقة 20 دولار من سلسلة فرونتير لأول مرة في 7 نوفمبر 2012. وهي من البوليمر على وجه الورقة صورة إليزابيث الثانية وبرج السلام وعلى الظهر نصب فيمي ريدج التذكاري على الظهر.
اشتكى عالم نبات كندي في 18 يناير 2013 من وضع ورقة القيقب الأجنبية على ورقة 20 بدلاً من ورقة قيقب الموجود في البلاد على علم كندا وكذلك على أوراق 50 و100 دولار.
بعد وفاة إليزابيث الثانية ظلت الأوراق النقدية التي تحمل صورتها قانونية. انتشرت العديد من التكهنات الأولية بأن تشارلز الثالث خليفة إليزابيث قد لا يظهر في التصميمات المستقبلية، لكن أكد البنك المركزي في يوم تتويج تشارلز الثالث 6 مايو 2023، بأن صورة الملك ستوجد في الأوراق النقدية المستقبلية بقيمة 20 دولارًا.

## التاريخ
ورقة 20 دولار كندي الأولى المصدرة في عام 1935 ظهر على وجهها صورة للأميرة إليزابيث ورمز زراعي في الخلف يظهر فيه ذكر وأنثى. حدثت إعادة تصميم كبيرة لجميع الأوراق النقدية الكندية في عام 1991 وذلك جزئيًا لإضافة بعض الميزات الأمنية. استمر تحسين الأوراق النقدية حيث أصدر تصميم جديد في 25 أغسطس 2004 وطرح في 29 سبتمبر 2004.

### سلسلة الرحلات الكندية
طرحت السلسلة في عام 2004 واستخدمت حتى سحبت في عام 2012 غلب على هذه الورقة اللون الأخضر. ظهر على الوجه صورة شخصية إليزابيث الثانية وملكة كندا والشعار الملكي لكندا، وصورة المبنى المركزي من مباني البرلمان، وعلى الظهر أعمالاً فنية لـ بيل ريد أبرزها منحوتاته الغراب والرجال الأوائل وروح هيدا جواي واقتباسات من Gabrielle Roy. حصلت ورقة 20 دولارًا على جائزة أفضل ورقة بنكية لعام 2004 من الجمعية الدولية للأوراق النقدية في عام 2005.

## سنوات الإصدار
| السلسلة               | اللون الرئيسي | الوجه                           | الظهر                                                     | تاريخ الإصدار | تاريخ الطرح    | تاريخ السحب    |
| --------------------- | ------------- | ------------------------------- | --------------------------------------------------------- | ------------- | -------------- | -------------- |
| سلسلة 1935            | وردي          | إليزابيث الثانية                | الزراعة                                                   | 1935          | 11 مارس 1935   |                |
| سلسلة 1937            | أخضر زيتوني   | جورج السادس ملك المملكة المتحدة | الخصوبة                                                   | 1937          | 19 يوليو 1937  |                |
| سلسلة 1954            | أخضر زيتوني   | إليزابيث الثانية                | المناظر الطبيعية الشتوية، جبال لورينتيان، كيبيك           | 1954          | 9 سبتمبر 1954  |                |
| مشاهد من كندا         | أخضر          | إليزابيث الثانية                | بحيرة مورين وجبال روكي الكندية، ألبرتا                    | 1969          | 22 يونيو 1970  | 18 ديسمبر 1978 |
| مشاهد من كندا         | أخضر          | إليزابيث الثانية                | بحيرة مورين وجبال روكي الكندية، ألبرتا                    | 1979          | 18 ديسمبر 1978 | 29 يونيو 1993  |
| سلسلة طيور كندا       | أخضر          | إليزابيث الثانية                | غواص شائع                                                 | 1991          | 29 يونيو 1993  | 29 سبتمبر 2004 |
| سلسلة الرحلات الكندية | أخضر          | إليزابيث الثانية                | عمل بيل ريد الفني واقتباس من Hidden Mountain لغابرييل روي | 2004          | 29 سبتمبر 2004 | 7 نوفمبر 2012  |
| سلسلة فرونتير         | أخضر          | إليزابيث الثانية                | Canadian National Vimy Memorial وpoppies                  | 2012          | 7 نوفمبر 2012  |                |

## روابط خارجية
- Bank of Canada's banknote site
- Bank Note Series: Polymer
- International Bank Note Society 2005 Bank Note of the Year